# Duarte de Portugal, arcebispo de Braga
Duarte de Portugal (, 1521 — Lisboa, 11 de novembro de 1543) foi um infante e prelado português, arcebispo de Braga. 
Era filho natural e reconhecido de D. João III com Isabel Moniz, moça da câmara da Rainha D. Leonor e filha de um alcaide de Lisboa, que tinha a alcunha de "o Carranca".

## Biografia
Na infância, foi mandado ao Mosteiro de Santa Marinha da Costa, junto a Guimarães, sendo o seu educador o frei jeronimita Diogo de Murça. Quando tinha catorze anos de idade, seu pai mandou para a sua companhia o seu primo, D. António, sendo os dois educados em latim e retórica. Consta que era bom músico e cavaleiro, além de demonstrar aptidões para as ciências. Ainda no Mosteiro da Costa, o rei deu-lhe o priorado de Santa Cruz de Coimbra, além de tê-lo feito comendatário de Refojos de Basto, Caramos e São João de Longos Vales. Com a morte de D. Diogo da Silva, D. João III aguarda quase um ano para poder nomear seu filho para a Sé bracarense, quando D. Duarte então teria a idade canónica de vinte e um anos, a 6 de fevereiro de 1542, tendo na sequência a confirmação do Papa Paulo III, por meio das bulas Cum nos pridem, Personam luam e Hodiem dilectum. Segundo a bula Cum nos pridem, D. Duarte somente seria ordenado após completar vinte e sete anos.
Saindo de Guimarães a 12 de agosto de 1543, chegou à Sé de Braga dando entrada solene pela Porta do Souto, não demorando muito na cidade. Chamado por seu pai, foi para Lisboa no mês seguinte, sendo recebido pelo rei e pela Corte. Contudo, foi acometido de varíola e veio a morrer a 11 de novembro de 1543, contando então com apenas vinte e dois anos de idade.
Para mostrar a sua erudição, traduziria para o latim a história dos reis de Portugal, mas somente traduziu a Crónica de Dom Afonso Henriques de Duarte Galvão. Ainda escreveu "Oração em louvor da Filosofia recitada no colégio da Costa, dia de S. Jerónimo"; saiu em 1711 no segundo tomo das "Provas da História Genealógica da Casa Real Portuguesa", por D. António Caetano de Sousa, em Lisboa. Jaz sepultado no Mosteiro dos Jerónimos.